# Шуртан
Шуртан — река в России, протекает в Пермском крае и Свердловской области. Устье реки находится в 46 км по левому берегу реки Иргина. Длина реки составляет 45 км.

## Данные водного реестра
По данным государственного водного реестра России относится к Камскому бассейновому округу, водохозяйственный участок реки — Сылва от истока и до устья, речной подбассейн реки — Кама до Куйбышевского водохранилища (без бассейнов рек Белой и Вятки). Речной бассейн реки — Кама.
Код объекта в государственном водном реестре — 10010100812111100012692.

## Населённые пункты
- Верх-Шуртан
- Шуртан (деревня)
- Нижнеиргинское